# Daniel Barbaro
Pour les articles homonymes, voir Barbaro.

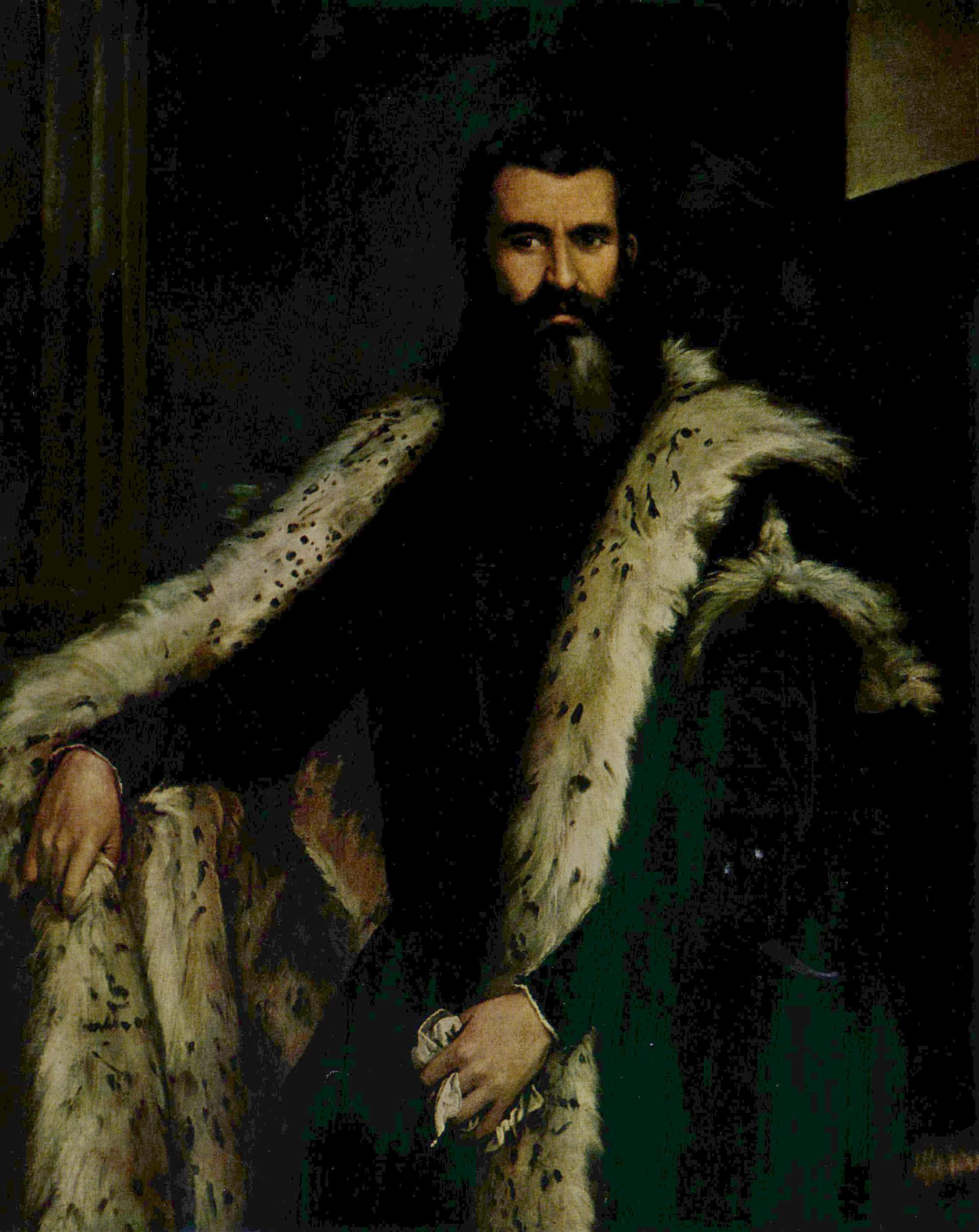
Daniel Barbaro en manteau d’hermine par Paolo Veronese.

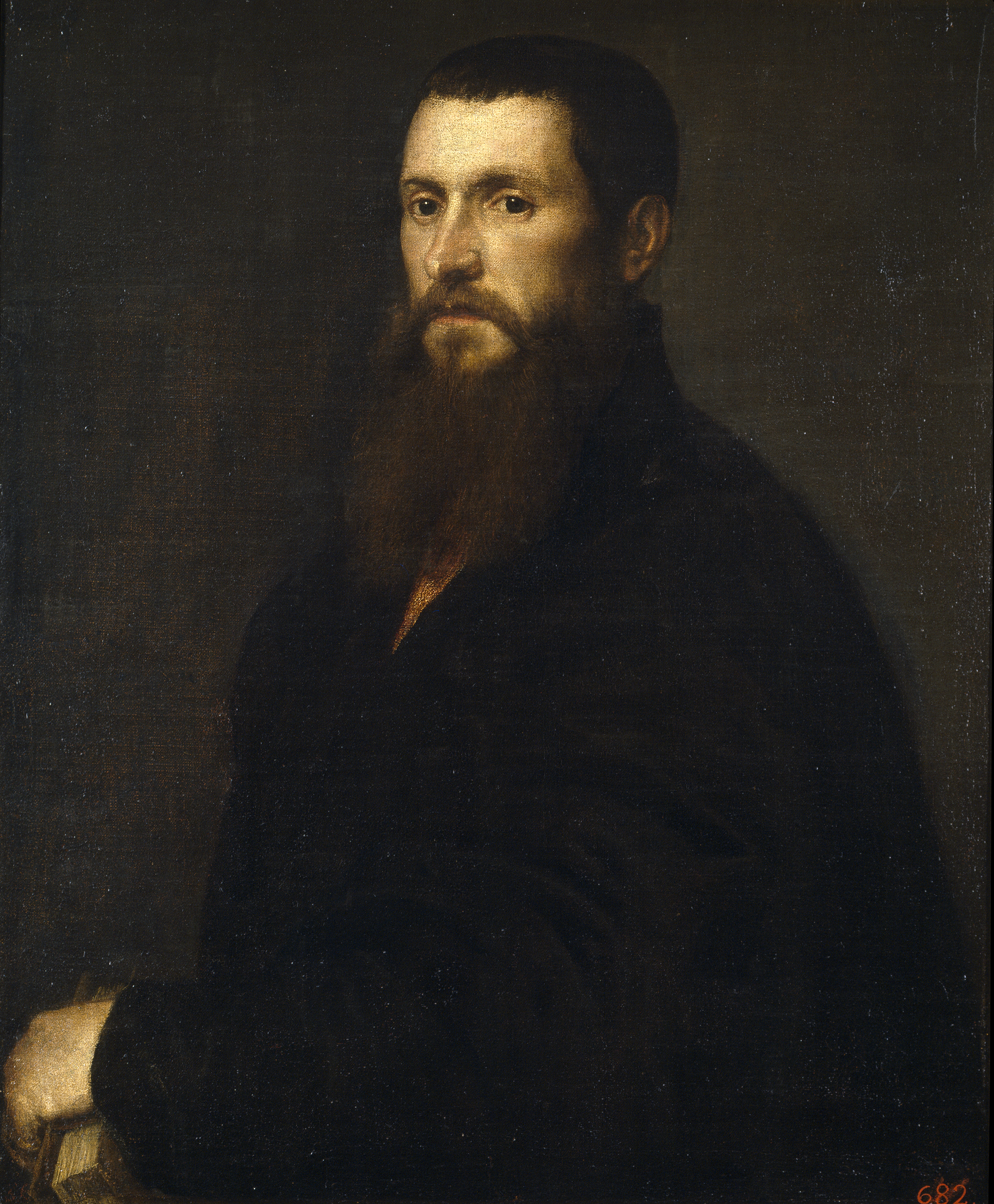
Portrait de Barbaro par Le Titien.

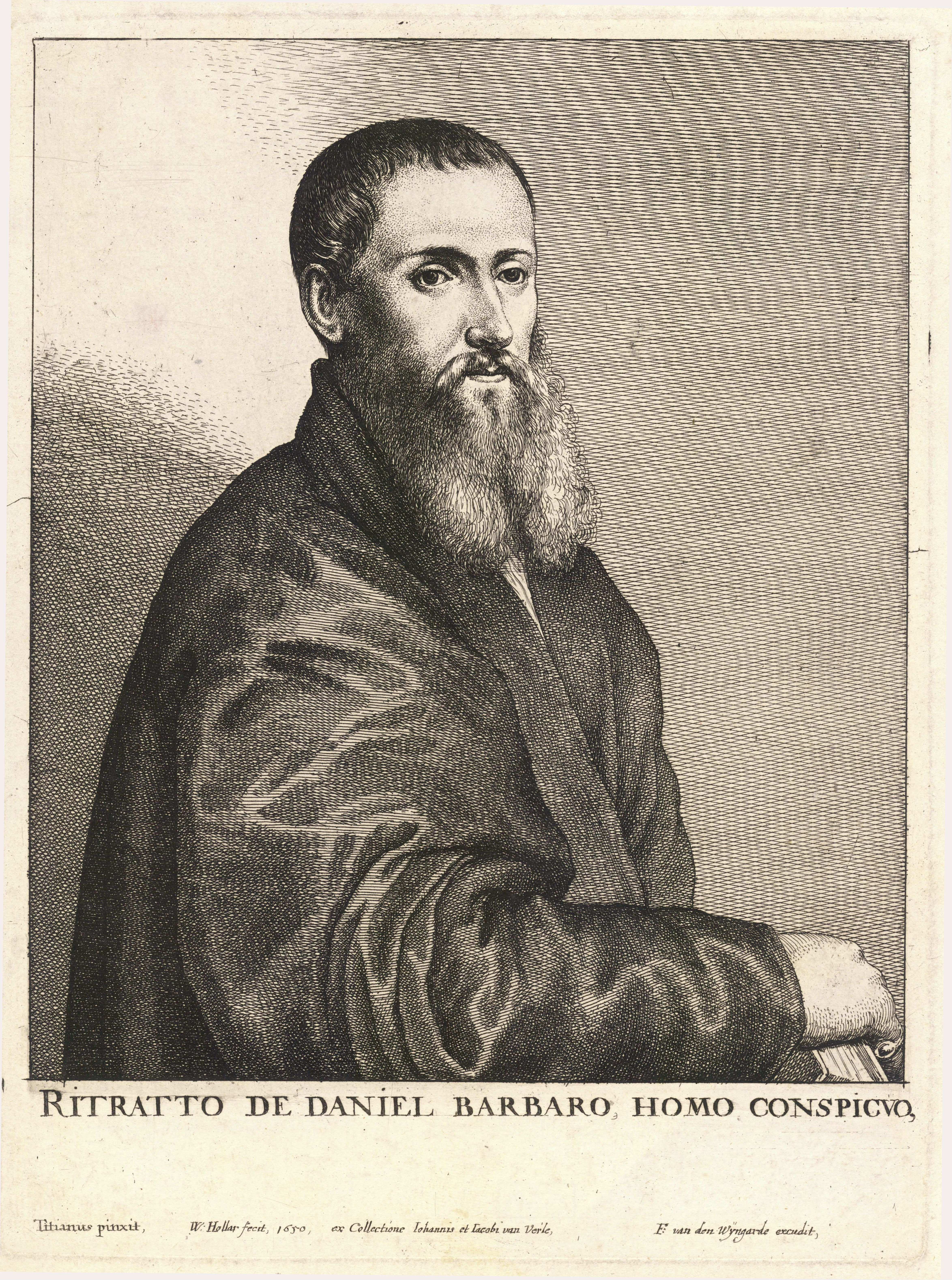
Portrait de Barbaro : gravure de Wenceslas Hollar.

Le cardinal Daniel Matteo Alvise Barbaro (né le 8 février 1514 à Venise - mort le 13 avril 1570), noble vénitien du XVIe siècle, ambassadeur de la république de Venise en Angleterre, fut écrivain, traducteur et diplomate : il a notamment traduit en italien et commenté les dix livres d'architecture de Vitruve, et composa un traité d’optique, La pratica della perspettiva (« Pratique de la Perspective », 1568) qui exerça une grande influence tout au long du XVIe siècle. Il contient la plus ancienne description connue de l'utilisation d’une optique avec la chambre noire (que l'auteur appelle camera obscura), ce qui en fait en quelque sorte l'ancêtre des appareils photographiques modernes.

## Biographie
Né à Venise du baron Francesco di Daniele Barbaro et de la fille d’un banquier, Elena Pisani, il étudia la philosophie, les mathématiques et l’optique à l’université de Padoue. On lui attribue généralement la conception des jardins de l’université.
Barbaro servit la république de Venise comme ambassadeur auprès de la cour d’Élisabeth Ire à Londres et fut légat lors du concile de Trente. Secrètement nommé cardinal (procédure de nomination dite « in pectore ») pour éviter les protestations diplomatiques, il fut élu en 1550 patriarche d'Aquilée,, charge ecclésiastique qui exigeait l'accord du sénat vénitien.
À la mort de son père, il hérita des terres avec son frère Marcantonio Barbaro (en) ; ensemble, ils confièrent à Palladio la construction de leur palais, la désormais fameuse Villa Barbaro, classée au patrimoine mondial, située à Maser, près de Castelfranco. À cette fin, Palladio et Daniel Barbaro avaient visité Rome ensemble et l’architecture de la villa reflète l’influence qu’exercèrent sur eux les monuments antiques qu’ils y virent. Les intérieurs sont décorés de fresques de Véronèse, qui exécuta d’ailleurs des portraits à l’huile de son mécène (cf. ci-contre).
Daniel Barbaro est peut-être (avec Palladio, Véronèse et Alessandro Vittoria) l'auteur du Palais de Trevisan à Murano (1557).
Son testament mentionne sa collection d'instruments d'astronomie. Daniel légua ses biens à son frère Marcantonio et fut, selon ses volontés, inhumé dans une tombe anonyme derrière l’Église San Francesco della Vigna, refusant le bénéfice du caveau familial dans la chapelle. Il avait commandé vers 1555 à Battista Franco la construction du maître-autel de cette église représentant Le Baptême du Christ.
Barbaro est passé à la postérité pour ses contributions aux arts, aux belles-lettres et aux sciences mathématiques (perspective, optique géométrique, astronomie). Grand humaniste, ami et protecteur du Tasse, de Palladio et de Véronèse, il avait été l’élève de Pietro Bembo. Francesco Sansovino le considérait, avec Palladio et son père Jacopo, comme l’un des trois meilleurs architectes vénitiens.

## Œuvres

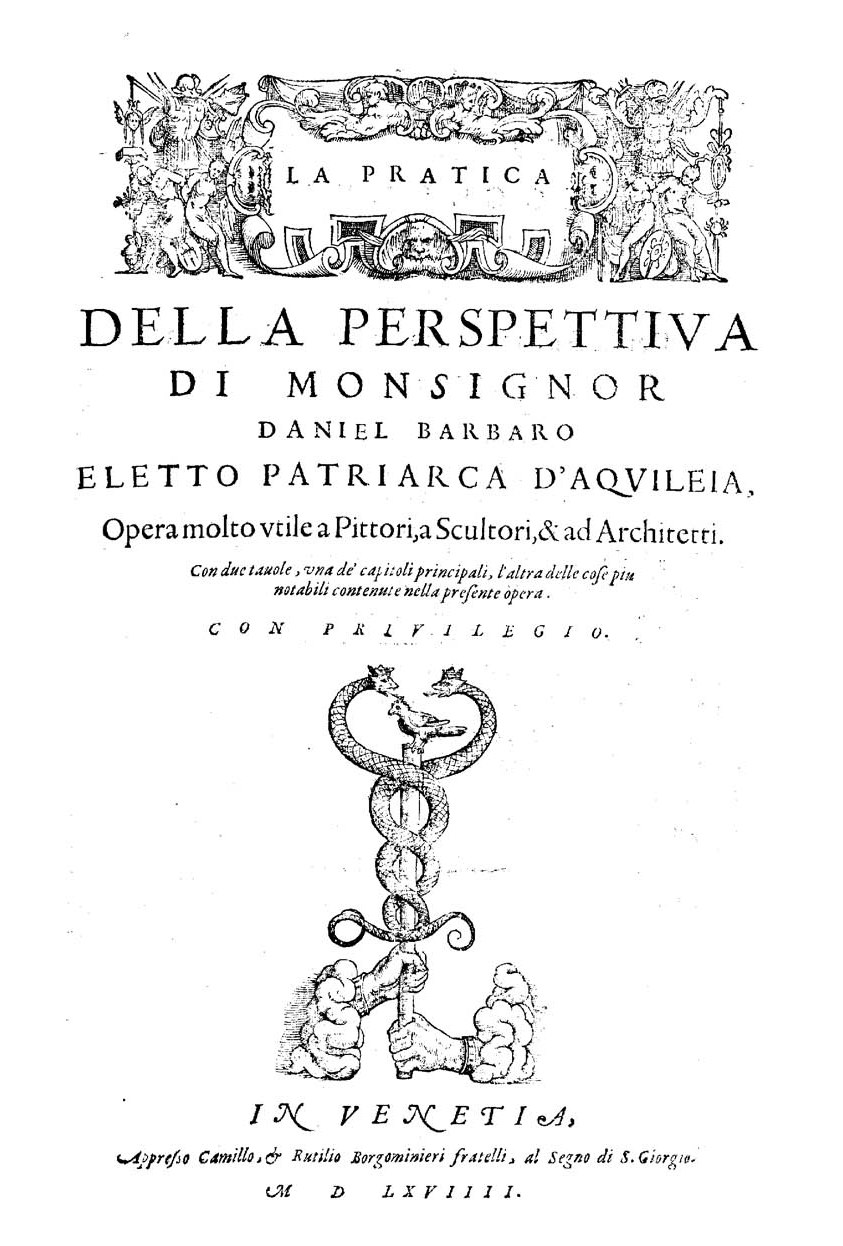
Pratica della perspettiva, 1569

- Exquisitæ in Porphyrium Commentationes (1542)[5].
- Predica de' sogni, publié sous le pseudonyme de « Reverend padre Hypneo da Schio »[5] (1542)
- Édition des Commentaires sur la Rhétorique d’Aristote, composés par son grand-oncle Hermolao Barbaro[8],[5] (1544)
- Édition du Compendium scientiæ naturalis d’Hermolao Barbaro (1545).
- Traduction italienne largement commentée des Dix livres d’Architecture de Vitruve, sous le titre Dieci libri dell'architettura di M. Vitruvio[1],[6] (1556). Cette traduction est dédiée au Cardinal Hippolyte d'Este, mécène de la Villa d'Este à Tivoli[4],[5].
- Barbaro fit paraître plus tard une édition en latin, M. Vitruvii de architectura (1567). Comme les planches originales du traité de Vitruve n'ont pas survécu à l'injure du temps, Andrea Palladio exécuta les illustrations accompagnant cette édition. Par delà leur intérêt pour l'architecture, les commentaires de Barbaro occupent une place fondamentale dans l'esthétique de la Renaissance. Le Greco, par exemple, en possédait un exemplaire. S'il existait déjà des traductions en langue vernaculaire de Vitruve avant celle de Barbaro (notamment celles de Fra Giovanni Giocondo et de Côme), la version de 1556 les a supplantées par son élégance et sa précision, car Barbaro a pris la peine d'expliquer en détail les passages les plus techniques, examinant lui-même les rapports entre nature et architecture, tout en rendant hommage à l'expertise (archéologique et technique) de Palladio lorsqu'il lui empruntait[4],[5],[9].
- Dell Eloquenza Dialogo[5] (1567)
- La practica della perspettiva (1568) est un traité de perspective à l'usage des artistes et des architectes[4],[5]. L'ouvrage montre comment tirer parti d'une lentille pour améliorer l'utilisation de la chambre noire.
- Le De Horologiis describendis libellus est un traité inédit et inachevé de construction des cadrans solaires (Venise, Biblioteca Marciana, Cod. Lat. VIII, 42, 3097). Il devait aborder d'autres instruments mathématiques, comme l'astrolabe, le planisphère du mathématicien espagnol Juan de Rojas, le bâton de Jacob (un instrument de navigation), le torquetum (un instrument astronomique) et l’holomètre d’Abel Foullon pour l'arpentage.

## Sources
Cet article comprend des extraits du Dictionnaire Bouillet. Il est possible de supprimer cette indication, si le texte reflète le savoir actuel sur ce thème, si les sources sont citées, s'il satisfait aux exigences linguistiques actuelles et s'il ne contient pas de propos qui vont à l'encontre des règles de neutralité de Wikipédia.